# Maltrata
Maltrata là một đô thị thuộc bang Veracruz, México. Năm 2005, dân số của đô thị này là 14813 người.